# باد فراین‌والده (اودر)
شهر باد فراین‌والده در ایالت برندنبورگ در کشور آلمان واقع شده است.